# Arto Tchakmaktchian
Arto Tchakmakchian (arménien : Արտո Չաքմաքչյան, né le 26 juin 1933 au Caire et mort le 1er octobre 2019) est un sculpteur et peintre arméno-canadien, membre de l'Académie royale des arts du Canada.

## Biographie

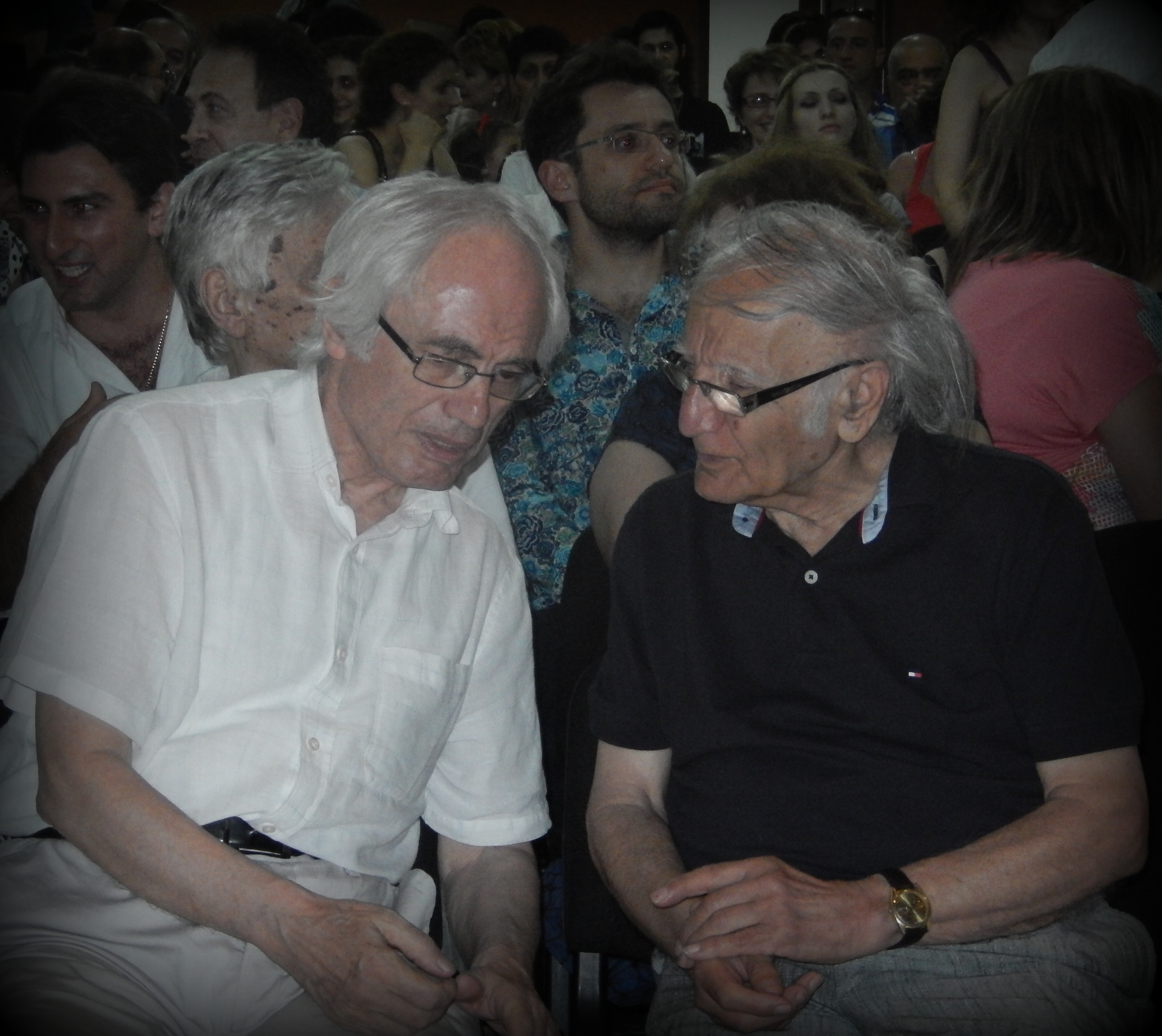
Tigran Mansourian et Arto Tchakmaktchian.

Le père d'Arto (Harutyun) Tchakmakchian est un propriétaire de boutique et ami de Vahan Malezian (en). Arto étudie au Nubarian National college d'Héliopolis. En 1946, sa famille déménage à Erevan.
À l'âge de 15 ans, Arto Tchakmakchian commence ses études à l'école d'arts de Panos Terlemezian. En 1962, il remporte le premier prix à une compétition internationale d'exposition de céramiques à Prague pour sa sculpture Reclining Figure.
En 1984, Arto Tchakmaktchian remporte le premier prix de la compétition Wilfrid Pelletier à Montréal pour la réalisation d'un buste de Wilfrid Pelletier. Son œuvre est exposée dans le hall d'entrée de la Place des Arts de Montréal.

## Galerie

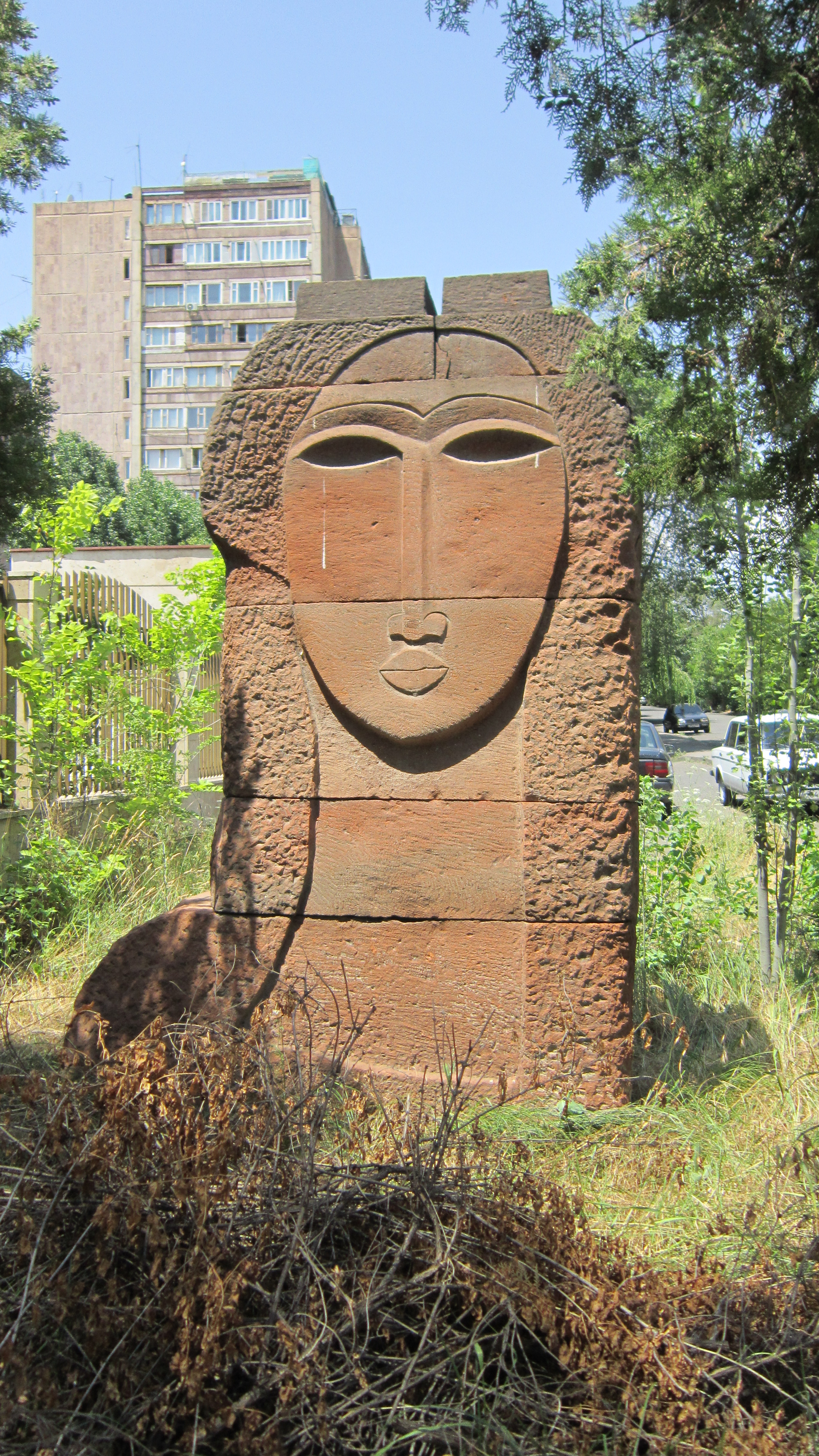
Sphinx arménien (Arus) à Erevan (Arménie).